# Lomaria
Lomaria, rod paprati iz porodice rebračevki (Blechnaceae) kojemu pripada 6 vrste iz Južne Amerike, Južne Afrike, Australije i Nove Kaledonije. Opisan je 1809.

## Vrste
1. Lomaria brunea (M.Kessler & A.R.Sm.) Gasper & V.A.O.Dittrich
2. Lomaria discolor (G.Forst.) Willd.; od Maora nazivana piupiu
3. Lomaria inflexa Kunze
4. Lomaria nuda (Labill.) Willd.
5. Lomaria oceanica (Rosenst.) Gasper & V.A.O.Dittrich; novokaledonski endem
6. Lomaria spannagelii (Rosenst.) Gasper & V.A.O.Dittrich

## Sinonimi
- Stegania R.Br.